# Trizocheles spinosus
Trizocheles spinosus är en kräftdjursart. Trizocheles spinosus ingår i släktet Trizocheles och familjen Pylochelidae.

## Underarter
Arten delas in i följande underarter:
- T. s. spinosus
- T. s. bathamae